# Ja'ir Golan
Ja'ir Golan (hebrejsky יאיר גולן‎‎; * 14. května 1960 Rišon le-Cijon) je izraelský politik. Ve vládě Naftali Bennetta zastával funkci náměstka ministryně ekonomiky a průmyslu a v letech 2019–2022 byl poslancem Knesetu za Merec. Je generálmajorem Izraelských obranných sil v záloze. Během své vojenské služby působil mimo jiné jako zástupce náčelníka Generálního štábu Izraelských obranných sil, velitel velitelství domácí fronty a velitel severního velitelství.

## Mládí a rodina
Narodil se a vyrůstal v Rišon le-Cijon. Jeho otec Geršon Goldner uprchl s rodiči v roce 1935 z nacistického Německa do Britského mandátu Palestina. Jeho otec sloužil v Izraelských obranných silách. Jeho matka Rachel se narodila v Tel Avivu v rodině Arje Rapoporta, který se sem přistěhoval v roce 1921 z města Kamenec Podolský na Ukrajině, a Chany (rozené Salomon), narozené v Nachalat Jehuda. Jeho starší bratr Arnon je profesorem na Haifské univerzitě a jeho mladší sestra Roni je učitelkou v mateřské škole pro děti se speciálními vzdělávacími potřebami při nemocnici Asaf ha-Rofe.
Studoval na školách Chaviv a Jadlin v Rišon le-Cijon a na škole Ort Singa'lovski v Tel Avivu.
Působil v mládežnické organizaci ha-No'ar ha-oved ve-ha-lomed.

## Vojenská kariéra
V roce 1980 vstoupil do Izraelských obranných sil. Přestože složil pilotní zkoušky, rozhodl se následovat svého bratra a přihlásil se do výsadkářské brigády. V rámci brigády sloužil v rotě Orev canchanim a později absolvoval kurz pro důstojníky pěchoty. Bojoval v první libanonské válce. Na konci kurzu byl jmenován velitelem čety výsadkářské brigády. V roce 1984 sloužil jako velitel roty výsadkářského praporu Nachal a později sloužil jako velitel roty Orev a vedl ji v jiholibanonském konfliktu. Působil také jako zástupce velitele a velitel 890. praporu.
V letech 1993–1994 velel praporu Gefen. V roce 1994 působil v divizi Judea a Samaří. V roce 1997 byl zraněn při střetu s vojáky Hizballáhu poblíž základny v Libanonu.
V letech 2000–2002 velel brigádě Nachal. Brigáda se pod jeho velením zúčastnila operace Obranný štít a dalších operací po celém Západním břehu Jordánu proti palestinské infrastruktuře, která sloužila teroristům.
V letech 2003–2005 velel 91. divizi. Po incidentu, při němž odstřelovači Hizballáhu zabili dva vojáky na stanovišti Nurit, obdržel nótu. V letech 2005–2007 velel divizi Judea a Samaří. V roce 2006 provedla divize pod jeho velením evakuaci Amony. V rozporu s příkazem politického vedení jednal s osadníky Hebronu o vyklizení velkoobchodního trhu ve městě, za což byl pokárán náčelníkem Generálního štábu Izraelských obranných sil Danem Chalucem. Pokárán byl také náčelníkem Generálního štábu Gabim Aškenazim za to, že jako velitel divize Judea a Samaří dovolil svým vojákům použít palestinské civilisty jako lidské štíty, a to i přes rozhodnutí Nejvyššího soudu. Jeho povýšení do vyšší hodnosti bylo odloženo o devět měsíců. V roce 2008 byl povýšen do hodnosti generálmajora a jmenován velitelem velitelství domácí fronty, kterému velel během operace Lité olovo.
V červenci 2011 se stal velitelem severního velitelství. Ve funkci skončil 2. listopadu 2014. Během svého působení v této funkci čelil vlivům občanské války v Sýrii. 36. divize byla nahrazena 210. divizí jako stálou bezpečnostní divizí. V únoru 2013 se poprvé rozhodl přijmout v Izraeli raněné z občanské války v Sýrii. Během občanské války bylo na Izrael několikrát vypáleno z minometu, v blízkosti hranic byla odpálena výbušná zařízení a při protitankové střele byl zabit 13letý chlapec. Izrael na tyto incidenty reagoval dělostřeleckou palbou na syrské území, poprvé od jomkipurské války.
Dne 15. prosince 2014 se stal zástupcem náčelníka Generálního štábu Izraelských obranných sil. Podle ministra obrany Moše Ja'alona chtěl premiér Benjamin Netanjahu v únoru 2015 jmenovat náčelníkem Generálního štábu Golana, nikoli Gadiho Eizenkota. Ve svém projevu k Jom ha-šo'a v roce 2016 řekl: „Jestli mě něco děsí na vzpomínce na holokaust, pak je to všímání si hrůzných procesů, které se v Evropě, zejména v Německu, odehrály před 70, 80 a 90 lety, a nalézání pozůstatků těchto procesů zde (v Izraeli) mezi námi v roce 2016“. Jeho proslov vyvolal na sociálních sítích značnou kritiku. Premiér Benjamin Netanjahu označil projev za „pobuřující“ a uvedl, že „vyvolává pohrdání holokaustem“. Ministryně kultury a sportu Miri Regev vyzvala Golana k rezignaci, zatímco vůdce opozice Jicchak Herzog ho pochválil za projev „morálky a odpovědnosti“. Později odvolal svá slova a prohlásil, že neměl v úmyslu srovnávat Izrael s nacistickým Německem, a vydal prohlášení, v němž uvedl: „Je to absurdní a nepodložené srovnání a neměl jsem v úmyslu vést jakoukoli paralelu nebo kritizovat vedení země. Izraelské obranné síly jsou morální armádou, která dodržuje pravidla boje a chrání lidskou důstojnost.“ Ve funkci skončil 11. května 2017. Po odchodu z aktivní služby však prohlásil, že svých slov nelituje.
V srpnu 2018, ke konci působení Gadiho Eizenkota ve funkci náčelníka Generálního štábu Izraelských obranných sil, se Golan objevil jako jeden z kandidátů na jeho místo. Asi stovka rodin z organizace Bochrim be-Chajim – Forum mašpechit šechilit se obrátila na ministra obrany Avigdora Liebermana s požadavkem, aby byla jeho kandidatura na základě jeho výroků stažena. Lieberman odpověděl, že tento krok je nevhodný. Nakonec byl do této funkce zvolen Aviv Kochavi a Golan odešel v prosinci 2018 z aktivní služby.

## Politická kariéra
V červnu 2019 byl jedním ze zakladatelů Demokratické strany. Strana se později připojila k alianci Demokratický tábor. Před volbami v září 2019 se umístil na třetím místě kandidátky aliance a byl zvolen do Knesetu. Působil jako člen výboru pro zahraniční záležitosti a obranu.
Po rozpuštění 22. Knesetu se kvůli neshodám mezi členy Demokratického tábora připojil k Bechira demokratit a podepsal dohodu o sjednocení s Merec. Nakonec kandidoval za Merec a před volbami v roce 2020 se umístil na sedmém místě kandidátky Strana práce–Gešer–Merec a byl zvolen do Knesetu, protože získala 7 mandátů.
V prosinci 2020 oznámil svůj vstup do strany Merec a následující rok byl za ni zvolen do 24. Knesetu.
V červenci 2021 byl jmenován náměstkem ministryně ekonomiky a průmyslu. Během působení v této funkci se věnoval mimo jiné ochraně zdraví při práci a řešení pracovních úrazů.
Dne 6. července 2022, před volbami téhož roku, oznámil svou kandidaturu do vedení Merec. Prohrál se Zahavou Gal-On, ale umístil na pátém místě kandidátky. Strana však v těchto volbách nepřekročila volební práh.

## Osobní život a vzdělání
Vystudoval bakalářský obor politologie na Telavivské univerzitě a magisterský obor na Harvardově univerzitě.
Je otcem pěti dětí a žije v Roš ha-Ajin.